# Горбоносый турпан
Горбоносый турпан (лат. Melanitta deglandi) — водоплавающая птица семейства утиных. Латинское название вида дано в честь французского врача и зоолога Ком-Дамьена Деглана (Côme-Damien Degland; 1787—1856).
Международный союз орнитологов не выделяет подвидов.

## Описание
Крупная утка с массивным туловищем, относительно короткой шеей и большими лапами. Масса 1,2—1,8 кг. Длина 50—58. Длина крыла самцов 28—30, самок 26,5—28,5 см, цевка самцов 48—52 мм, самок 46—48 мм; клюв самцов 37—50 мм, самок 38—43 мм. Хвост имеет вид клина. Рулевых перьев 7 пар. Клюв широкий с широким ноготком. В его основании хорошо выраженное вздутие, ноздри продолговатые и щелевидные. Взрослый самец в брачном оперении сверху и снизу однотонно чёрный и с синеватым отливом на голове, спине и зобе. «Зеркальце» на крыле и небольшое пятно под глазом белого цвета. Ноги красного цвета. Радужина серовато-белая. Летнее оперение самца сходно с брачным, однако низ тела чёрно-бурый или немного светлее верха. Окраска оперения взрослой самки темно-бурая, брюхо с беловатыми кончиками перьев, «зеркальце» белое. Голова самки чёрно-бурого цвета сверху, резко отграничивается от более светлой окраски шеи и боков горла. Чёрно-бурые перья на спине имеют светлые каёмками. Светлые каёмки перьев на низе тела выражены гораздо сильнее, в связи с чем он кажется светло-бурым. Ноги грязно-желтого цвета, клюв серовато-бурый, радужина бурая. Оперение молодых птиц окрашено сходно с таком у самки.
В отличие от обыкновенного турпана у взрослого самца на основании клюва располагается сильно выраженный нарост, верхний край которого нависает вперед; ноздря у самцов и самок имеет округлую форму, оперение заходит на клюв со щёк двумя мысками, дальше, чем по коньку клюва.

## Ареал
Населяет Восточную Сибирь и Северную Америку. Зимует у берегов Северной Кореи, Северного Сахалина, Курильских островов к югу до Урупа, Камчатки, Японии. В Евразии гнездовой ареал простирается от среднего течения Енисея, верхнего течения Чулыма и Алтая к востоку до Анадыря, побережья Берингова моря, Камчатки, побережья Охотского моря. К северу ареал простирается примерно до 68-й параллели и Анадырского хребта. На юге доходит до Алтая (Бухтарминская долина, озёра в верховьях Бухтармы, западная часть Кара-Алахтинского нагорья, плато Уко), Хамар-Дабана, средней части Витимского плоскогорья, Станового хребта, низовья Амура.
На территории Северной Америки ареал охватывает обширную территорию от западного побережья Аляски и центральной части Британской Колумбии на восток до юго-западного побережья Гудзонова залива и западного Онтарио. На север ареал доходит до арктического побережья, но начиная от залива Амундсена граница ареала, становясь северо-восточной, идёт к юго-западному побережью Гудзонова залива. Затем граница ареала направляет на юг до северного Вашингтона и центральной части Северной Дакоты. Предположительно также может гнездится на Лабрадоре и Ньюфаундленде.

## Биология
Гнездящаяся перелётная птица. Гнездится на озёрах, травяных болотах в лесотундре, тайге и горах (на высотах 1760—2300 метров). Питается рыбой и личинками водных насекомых. Для добывания пищи птицы часто ныряют зачастую на большую глубину. Наибольшее значение в рационе имеют главным образом двустворчатые моллюски, меньшую — ракообразные. Весной на гнездовья птицы прилетают в конце мая — начале июня. В годовалом возрасте к размножению птицы не приступают. Гнезда сооружаются на земле, довольно часто на удалении от водоемов, обычно укрыты растительностью. Количество яиц в кладке составляет обычно 8-9 штук. Скорлупа яиц матовая, её окраска бледная палево-охристого цвета. Самка высиживает кладку очень плотно, подпуская иногда к себе человека почти вплотную. Кладка заканчивается в конце июня. Насиживание длится около месяца. Насиживает и заботится о птенцах только самка. В Казахстане птенцы появляются в конце июля — начале сентября. Для линьки самцы собираются на больших озерах. Осенью улетают в октябре.

## Охрана
Вид занесён в Красную книгу Казахстана (3 категория). В Казахстане это чрезвычайно редкий и нерегулярно гнездящийся вид. На территории Казахстана охота запрещена. Вид охраняется в Маркакольском заповеднике.